# Needles
Pour la région montagneuse, voir Needles (Black Hills).
Needles est une municipalité américaine du comté de San Bernardino, en Californie. Sa population était de 4 830 habitants au recensement de 2000.

## Démographie
| 1920  | 1930  | 1940  | 1950  | 1960  | 1970  |
| ----- | ----- | ----- | ----- | ----- | ----- |
| 2 807 | 3 144 | 3 624 | 4 051 | 4 590 | 4 051 |

| 1980  | 1990  | 2000  | 2010  | - | - |
| ----- | ----- | ----- | ----- | - | - |
| 4 120 | 5 191 | 4 830 | 4 844 | - | - |